# Fantazje erotyczne

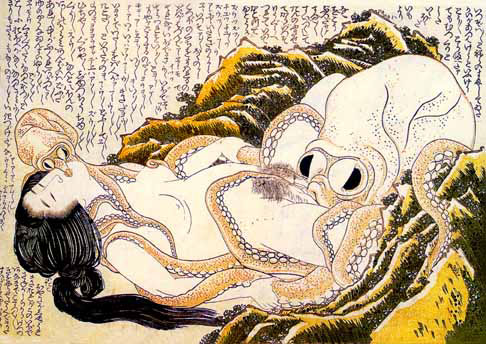
Sen żony rybaka – artystyczne przedstawienie fantazji seksualnej.

Fantazje erotyczne lub fantazje seksualne – wyobrażenia o treści erotycznej. Mogą występować spontanicznie, podczas aktywności seksualnej albo pod wpływem obrazów, opowiadań lub zdjęć. Przyczyną fantazji erotycznych może być bujna wyobraźnia, niezrealizowane potrzeby, czy ukryte tendencje, które znajdują swój wyraz w treści fantazji erotycznych. Treść fantazji bywa zróżnicowana, od realistycznej do fantastycznej.
Częściej występują u młodych mężczyzn. Stanowią istotny przedmiot w badaniu i leczeniu seksuologicznym (istotna jest zarówno ich treść, jak i częstotliwość). Fantazje erotyczne same w sobie stanowią bodziec seksualny i zwiększają stężenie testosteronu we krwi.